# La Bruixa Avorrida
A Bruxa Onilda (Catalã: "La Bruixa Avorrida" / Espanhol: "La Bruja Aburrida" / Inglês: "The Bored Witch") é uma série de desenho animado, produzida pela Cromossoma e a Televisió de Catalunya em parceria com a France 3, Canal J e Storimages.

## História
Depois do sucesso da série As Trigêmeas, a personagem Bruxa Onilda, ganhou também sua própria série animada. Nela a Bruxa Onilda conta suas aventuras vividas desde seu nascimento até sua idade atual, para suas primas, Beth e Lavínia, sempre que algum fato ocorrido em sua casa, lembre alguma aventura.

## Desenho na TV
No Brasil, o desenho foi exibido nos canais Cartoon Network e Canal Futura, sendo que neste último, às sextas 12h30 e aos domingos 8h30 (horário de Brasília), até março de 2011. Também foi exibido às sextas às 19h30 de 2006 a 2008.

## Ligações Externas
- Página da Série no site do Canal Futura